# Sakura (Street Fighter)
Sakura Kasugano is een speelbaar personage uit Capcoms reeks gevechtsspellen van Street Fighter. Het personage kwam voor het eerst voor in het spel Street Fighter Alpha 2. In het eerste spel van Capcoms Rival Schools-reeks vocht Sakura voor de eer van haar school Tamagawa-Minami.
Ten tijde van haar eerste spel was ze zestien jaar oud. Ze is een Japans schoolmeisje met een grote fascinatie voor Ryu. Ze heeft zichzelf een aantal van zijn vechttechnieken aangeleerd en hoopt dat hij haar ooit persoonlijk zal onderrichten in zijn stijl.

## Voorkomen
Sakura heeft een seifuku aan, bestaande uit een kort blauw rokje en een wit bovenstuk met een rood topje eronder. Daarnaast draagt ze een witte bandana en rode vechthandschoenen en gympen.

## Achtergrond
Sakura begon met straatvechten nadat ze Ryu het eerste World Warrior-toernooi zag winnen. In de hoop dat hij haar wilde trainen besloot ze de wereld over te reizen op zoek naar hem. Tijdens haar tocht kruisten veel interessante vechters haar pad, waaronder haar rivale Karin Kanzuki, haar nieuwe sensei Dan en thaiboks-legende Sagat. Toen ze Ryu uiteindelijk vond vertelde hij haar dat hij niet in staat was haar leraar te zijn omdat hij zelf nog zo veel te leren had. Wel sparden ze samen en bij zijn vertrek nam Sakura ter herinnering een foto van hem.

## Aanvallen
Sakura's vechtstijl is de liquidatietechniek ansatsuken. Ze is in staat haar qi te sturen en kan daardoor een "Hadouken" - een soort vuurbal - vormen en schieten. Echter, door haar gebrek aan training leggen haar projectielen een minder grote afstand af dan die van Ryu en Ken. Aan de andere kant is zij wel in staat de grootte van haar Hadouken te bepalen. In de Marvel vs. Capcom-reeks schiet ze haar Hadoukens diagonaal en in Capcom vs. SNK 2 heeft ze in plaats van de Hadouken een speciale aanval genaamd de "Hadoushou". Dit is een soort vonk die de tegenstander driemaal raakt, maar niet verder reikt dan de lengte van haar armen. Haar andere speciale aanvallen zijn onder andere de "Shippu Kyaku", een verkorte versie van Ryu's Tornadotrap en de "Shou'ouken", Sakura's eigen versie van Ryu's Drakenslag.

## Andere spellen
Hieronder een chronologische lijst van computerspellen waarin Sakura voorkomt als speelbaar personage.
- Street Fighter Alpha 2
- Street Fighter Alpha 3
- Super Puzzle Fighter II Turbo
- Street Fighter Alpha 2 Gold
- Street Fighter EX Plus Alpha
- Street Fighter EX 2
- Marvel Super Heroes vs. Street Fighter
- Super Gem Fighter: Mini Mix
- Rival Schools: United By Fate
- Street Fighter Alpha 3
- SNK vs. Capcom: Match of the Millennium
- Marvel vs. Capcom 2
- Street Fighter EX 3
- Capcom vs. SNK
- Capcom vs. SNK 2
- Street Fighter Alpha 3 Upper
- Capcom Fighting Evolution
- Namco x Capcom (in teamverband met haar rivale Karin Kanzuki)
- (Super) Street Fighter IV

## Cameo's
Naast haar rol in de Street Fighter-spellen en Rival Schools komt Sakura onder andere voor in onderstaande games.
- In Breath of Fire III staat ze in de menigte, net zoals Leon S. Kennedy, een personage uit de Resident Evil-reeks.
- In X-Men vs. Street Fighter in Apocalypse' achtergrond en samen met Dan in Storms eindverhaal.
- In Marvel vs. Capcom samen met Kei, badend in het badhuis.
- In SNK vs. Capcom: Card Fighters Clash is Sakura te zien op een aantal kaarten.

## Citaten
- "Okay, I'll skip class to fight you again! But only this time!"
- "Victory is mine! Get up loser, so I can smack you again!"
- "That's it? I wanted a harder fight!"
- "Do you have time for another beating before my next class?"

## Trivia
- In de Street Fighter-spellen is Sakura's bloedgroep A. In  Rival Schools  echter wordt als bloedgroep 0 vermeld.
- Haar stem werd ingesproken door Yuko Sasamoto.

Abel · 
Adon · 
Akuma · 
Alex · 
Balrog · 
Birdie · 
Blanka · 
Cammy · 
Charlie · 
Chun-Li · 
Cody · 
Crimson Viper · 
Dan · 
Dee Jay · 
Dhalsim · 
De Dolls · 
Dudley · 
Eagle · 
E. Honda · 
Elena · 
El Fuerte · 
Fei Long · 
Gen · 
Gill · 
Gouken · 
Guile · 
Guy · 
Hakan · 
Hugo · 
Ibuki · 
Ingrid · 
Juri · 
Karin · 
Ken · 
M. Bison · 
Makoto · 
Necro · 
Oni · 
Oro · 
Poison · 
R. Mika · 
Remy · 
Rolento · 
Rose · 
Rufus · 
Ryu · 
Sagat · 
Sakura · 
Sean · 
Seth · 
T. Hawk · 
Twelve · 
Urien · 
Vega · 
Yang · 
Yun · 
Zangief